# Mölndals Dragkampklubb
Mölndals Dragkampklubb, är en dragkampsklubb i Mölndal. Klubben bildades år 2005 genom att Västra Frölunda Dragkampklubb (f.d. Västra Frölunda Frisksportklubbs dragkampsektion) bytte namn och adress till Mölndal. Föreningen är ansluten till Svenska Dragkampförbundet och är den enda idrottsföreningen i Storgöteborg som aktivt tävlar i dragkamp.

## Historik
Föreningen startade verksamheten år 2005 men är ursprungligen en ombildning av Västra Frölunda Frisksportklubbs dragkampsektion vilken har bedrivit tävlingsdragkamp sedan 1970-talet. Mölndals Dragkampklubb är för närvarande den enda föreningen i Mölndal som tävlar i dragkamp men staden har tidigare haft flera föreningar med dragkamp på programmet, nämligen Mölndals Sportklubb och Lindome Dragkampspojkar.

## Meriter

### SM
| År 2008 2007 2006 2005 2004 | Guld H640kg, H720kg - H600kg, D520kg, D560kg | Guld H640kg, H720kg - H600kg, D520kg, D560kg | Silver - H720kg Mix560kg D560kg H640kg, D500kg | Silver - H720kg Mix560kg D560kg H640kg, D500kg | Brons - D520kg, D560kg, H600kg H600kg H600kg, D520kg D520kg, Mix560kg | Brons - D520kg, D560kg, H600kg H600kg H600kg, D520kg D520kg, Mix560kg |

### Elitserien
| År 2007 2006 2005 (SM) 2004 | Guld D520kg | Guld D520kg | Silver H720kg Se SM-tabell D560kg | Silver H720kg Se SM-tabell D560kg | Brons D520kg Se SM-tabell Mix560kg | Brons D520kg Se SM-tabell Mix560kg |

### Internationellt (TWIF O.C.C.)
| År 2007 England 2006 Nederländerna 2005 Italien 2004 USA | Guld U23600kg D560kg | Guld U23600kg D560kg | Silver | Silver | Brons | Brons |

## Ordförande i Mölndals Dragkampklubb
- Patrik Petersson 2005-2007
- Torbjörn Odlöw 2007-2009
- Tony Staf 2009-2011
- Erika Saxevall 2011-